# Уртам
Урта́м (рос. Уртам) — село у складі Кожевниковського району Томської області, Росія. Адміністративний центр Уртамського сільського поселення.

## Населення
Населення — 1280 осіб (2010; 1441 у 2002).
Національний склад (станом на 2002 рік):
- росіяни — 87 %